# Kinetická délka řetězce
Kinetická délka řetězce polymeru, ν, je střední počet monomerů navázaných na řetězec během řetězcové polymerizace. Přesněji je definována jako střední počet monomerů, které reagují s aktivní částicí, například radikálem, od iniciace do terminace.
Tato definice je zvláštním případem délky řetězce. U řetězové reakce je délka řetězce určena jako střední počet opakování uzavřených cyklů propagace a rovná se rychlosti souhrnné reakce vydělené rychlostí iniciace. Jako příklad lze uvést rozklad ozonu ve vodě.
Při řetězcové polymerizaci se během propagace navazují monomery na narůstající řetězec. Slovo kinetická se k označení délka řetězce přidává za účelem odlišení reakčních kroků v kinetickém řetězci od počtu monomerů ve výsledném produktu, který se označuje jako polymerizační stupeň. Kinetická délka řetězce, spolu s dalšími faktory, ovlivňuje střední hodnotu polymerizačního stupně. Oba tyto parametry některé fyzikální vlastnosti polymeru, jako jsou teplota skelného přechodu a modul pružnosti.

## Výpočet délky řetězce
U většiny řetězcových polymerizací je propagace mnohem rychlejší než iniciace, takže tvorba nových řetězců probíhá rychleji než samotná polymerizace. V průběhu vytváření řetězce jsou koncentrace reaktantů a tedy i rychlost propagace víceméně stálé. Za těchto podmínek lze poměr počtu propagačních a iniciačních kroků ztotožnit s poměrem jejich rychlostí:
{\displaystyle \nu ={\frac {R_{p}}{R_{i}}}={\frac {R_{p}}{R_{t}}}}
kde Rp je rychlost propagace, Ri rychlost iniciace, a Rt rychlost terminace.
Výjimkou jsou živé polymerizace, kdy je propagace mnohem pomalejší než iniciace a terminace se neobjevuje, dokud není přidáno vhodné činidlo. Monomery se pak spotřebovávají pomalu a rychlost propagace se mění a nelze ji tak použít k určení kinetické délky řetězce; ta se pak obvykle počítá podle tohoto vzorce:
{\displaystyle \nu ={\frac {[M]_{0}-[M]}{[I]_{0}}}}
kde [M]0 – [M] je počet spotřebovaných monomerních jednotek a [I]0 počet radikálů iniciujících polymerizaci. Po skončení reakce je [M] rovno 0 a tak se kinetická délka řetězce rovná střední hodnotě polymerizačního stupně.
V obou případech se určuje střední kinetická délka řetězce, protože jsou jednotlivé polymerní řetězce různě dlouhé. Hodnota ν záleží na vlastnostech a koncentraci monomeru i iniciátoru.

## Kinetická délka řetězce a polymerizační stupeň
Při řetězcové polymerizaci závisí polymerizační stupeň kromě kinetické délky řetězce také na druhu terminace a případném přenosu řetězce.

### Terminace disproporcionací
Terminace disproporcionací radikálů nastává při přenosu atomu z jednoho polymerního radikálu na jiný. Přesouvaným atomem je obvykle vodík. Tímto způsobem se vytvoří dva polymerní řetězce.
Pokud probíhá tento druh terminace za nepřítomnosti přenosu řetězce, pak je stupeň polymerizace (DPn) roven střední kinetické délce řetězce:
{\displaystyle DP_{n}=\nu }

### Terminace kombinací
Při kombinaci se spojí dva radikály, čímž se vytvoří neradikálový polymer. Pokud nedochází k přenosu řetězce, tak je střední stupeň polymerizace dvojnásobkem střední kinetické délky:
{\displaystyle DP_{n}=2\nu }

### Přenos řetězce
Při některých řetězcových polymerizacích dochází k přenosu řetězce, kdy se atom (často vodík) přesune z neutrální molekuly na polymerní radikál. Původní polymerní řetězec je přitom terminován a zároveň je iniciován nový. Kinetický řetězec se neterminuje, pokud se na nový radikál může navázat monomer, míra polymerizace se ale snižuje, aniž by byla ovlivněna rychlost polymerizace závisející na kinetické délce řetězce), místo jedné makromolekuly se vytvoří dvě nebo více. Pokud k terminaci dochází disproporcionací, tak je míra polymerizace takováto:
{\displaystyle DP_{n}={\frac {R_{p}}{R_{t}+R_{tr}}}<\nu ={\frac {R_{p}}{R_{t}}}}
kde Rtr je rychlost přenosu. Čím rychleji přenos probíhá (Rtr je větší), tím kratší jsou molekuly produktu.

## Význam
Kinetická délka řetězce ovlivňuje stupeň polymerizace, ze kterého vyplývá řada dalších vlastností polymeru.
- Viskozita - Propletení řetězců má značný vliv na viskozitu polymerů. Čím delší je řetězec, tím nižší se stává jeho pohyblivost, řetězce jsou tak více navzájem propletené.
- Teplota skelného přechodu - Vyšší délce řetězce často odpovídá vyšší teplota skelného přechodu, Tg. Delší řetězce jsou za dané teploty více propletené a k tomu, aby se polymer choval jako pevná látka, není třeba tak nízká teplota.
- Modul pružnosti - Delší řetězce bývají pevnější a mívají vyšší moduly pružnosti, E.